# Scott Borland
Scott Borland es un músico estadounidense, hermano de Wes Borland. Su primera incursión en el mundo de la música fue tocando el teclado en Limp Bizkit junto a su hermano. Scott fue reemplazado por DJ Lethal (proveniente de la banda House of Pain), pero tuvo más participaciones en los siguientes tres álbumes de estudio junto a DJ Lethal.
En 1998, Scott contribuyó con el teclado y el bajo en algunas pistas para Vanilla Ice, en el álbum Hard to Swallow, que fue producido por Ross Robinson.
En 2000, Wes Borland lanzó el álbum debut de su proyecto paralelo Big Dumb Face. Scott tocaba la guitarra, el bajo y realizaba los coros en diversas partes de las canciones, y fue el segundo guitarrista junto a Wes (cantante y guitarrista), cuando el "Big Dumb Face Tour" comenzó.
En 2001, cuando Wes Borland deja Limp Bizkit, él y Scott forman un grupo llamado Eat The Day, con Kyle Weeks y Greg Isabelle, viejos amigos de los hermanos. Kyle Weeks dejó la banda al principio del tour, porque su esposa estaba esperando un bebé, dejando el trabajo de los teclados para los hermanos Borland. La banda de metal progresivo escribió la música con muchas notables referencias a la "Ambient Experimental Music". Scott y Wes en tanto tocaban la guitarra, bajo y teclados en la banda. Hicieron muchos intentos para encontrar un vocalista para el grupo, pero después de un intento de obtener a Richard Patrick de Filter para hacer la voz, con Bob Ezrin en la producción, la banda decidió dividirse y dedicarse a otros proyectos.
Actualmente trabaja en los medios de comunicación "TigerLily Media", con Kyle Weeks, componiendo música para comerciales de televisión y películas.
Participó en los siguientes álbumes de Limp Bizkit:
- Three Dollar Bill, Yall$ (Pistas 1,2,6).
- Significant Other (Pistas 2,3,5,6,9,14).
- Chocolate Starfish and the Hotdog Flavored Water (Pistas 2,4,5,6,8,11,12,13).

Fue también parte de la banda "Goatslayer" con su hermano Wes. Participó también en "The Chad Jasmine Factor" y "Gutta Percha".
- Datos: Q3952820